# У Сан Хьок
У Сан Хьок (кор. 우상혁, (23 квітня 1996 , Теджон )) — південнокорейський легкоатлет, що спеціалізується на стрибках у висоту, призер чемпіонатів світу.

## Кар'єра
| Рік                        | Змагання                      | Місце проведення           | Місце                      | Дисципліна                 | Результат                  | Примітки                   |
| Представник Південна Корея | Представник Південна Корея    | Представник Південна Корея | Представник Південна Корея | Представник Південна Корея | Представник Південна Корея | Представник Південна Корея |
| -------------------------- | ----------------------------- | -------------------------- | -------------------------- | -------------------------- | -------------------------- | -------------------------- |
| 2013                       | Чемпіонат світу серед юнаків  | Донецьк, Україна           | 1                          | стрибки у висоту           | 2.20 м                     |                            |
| 2014                       | Чемпіонат світу серед юніорів | Юджин, США                 | 3                          | стрибки у висоту           | 2.24 м                     |                            |
| 2014                       | Азійські ігри                 | Інчхон, Південна Корея     | 10                         | стрибки у висоту           | 2.20 м                     |                            |
| 2015                       | Чемпіонат Азії                | Ухань, Китай               | 10                         | стрибки у висоту           | 2.10 м                     |                            |
| 2015                       | Універсіада                   | Кванджу, Південна Корея    | 5                          | стрибки у висоту           | 2.24 м                     |                            |
| 2016                       | Чемпіонат Азії в приміщенні   | Доха, Катар                | 12                         | стрибки у висоту           | 2.10 м                     |                            |
| 2016                       | Олімпійські ігри              | Ріо-де-Жанейро, Бразилія   | 22 (кв.)                   | стрибки у висоту           | 2.26 м                     |                            |
| 2017                       | Чемпіонат Азії                | Бхубанешвар, Індія         | 1                          | стрибки у висоту           | 2.30 м                     |                            |
| 2017                       | Чемпіонат світу               | Лондон, Велика Британія    | 25 (кв.)                   | стрибки у висоту           | 2.22 м                     |                            |
| 2018                       | Азійські ігри                 | Джакарта, Індонезія        | 2                          | стрибки у висоту           | 2.28 м                     |                            |
| 2019                       | Чемпіонат Азії                | Доха, Катар                | 7                          | стрибки у висоту           | 2.19 м                     |                            |
| 2021                       | Олімпійські ігри              | Токіо, Японія              | 4                          | стрибки у висоту           | 2.35 м                     | PB NR                      |
| 2022                       | Чемпіонат світу в приміщенні  | Белград, Сербія            | 1                          | стрибки у висоту           | 2.34 м                     |                            |
| 2022                       | Чемпіонат світу               | Юджин, США                 | 2                          | стрибки у висоту           | 2.35 м                     | PB NR                      |